# Polystachya maculata
Polystachya maculata  (лат.) — вид однодольных растений рода Polystachya семейства Орхидные (Orchidaceae). Растение впервые описано в 1984 году британским ботаником Филиппом Джеймсом Криббом.

## Распространение, описание
Эндемик Бурунди.
Небольшое теплолюбивое эпифитное растение, произрастающее в лесах на высоте около 1500 м над уровнем моря. Псевдобульбы яйцевидной или цилиндрической формы. Листья выгнутые, 10—17,5 см в длину. Цветки диаметром 2,5 см, жёлто-зелёного цвета, пятнистые.